# Hanna (Bibel)
Hanna ist im Alten Testament im 1. Buch Samuel die Frau Elkanas und Mutter des Propheten Samuel.
Die Septuaginta gibt den Namen als Αννα Anna wieder, die Vulgata als Anna.

## Biblische Erzählung

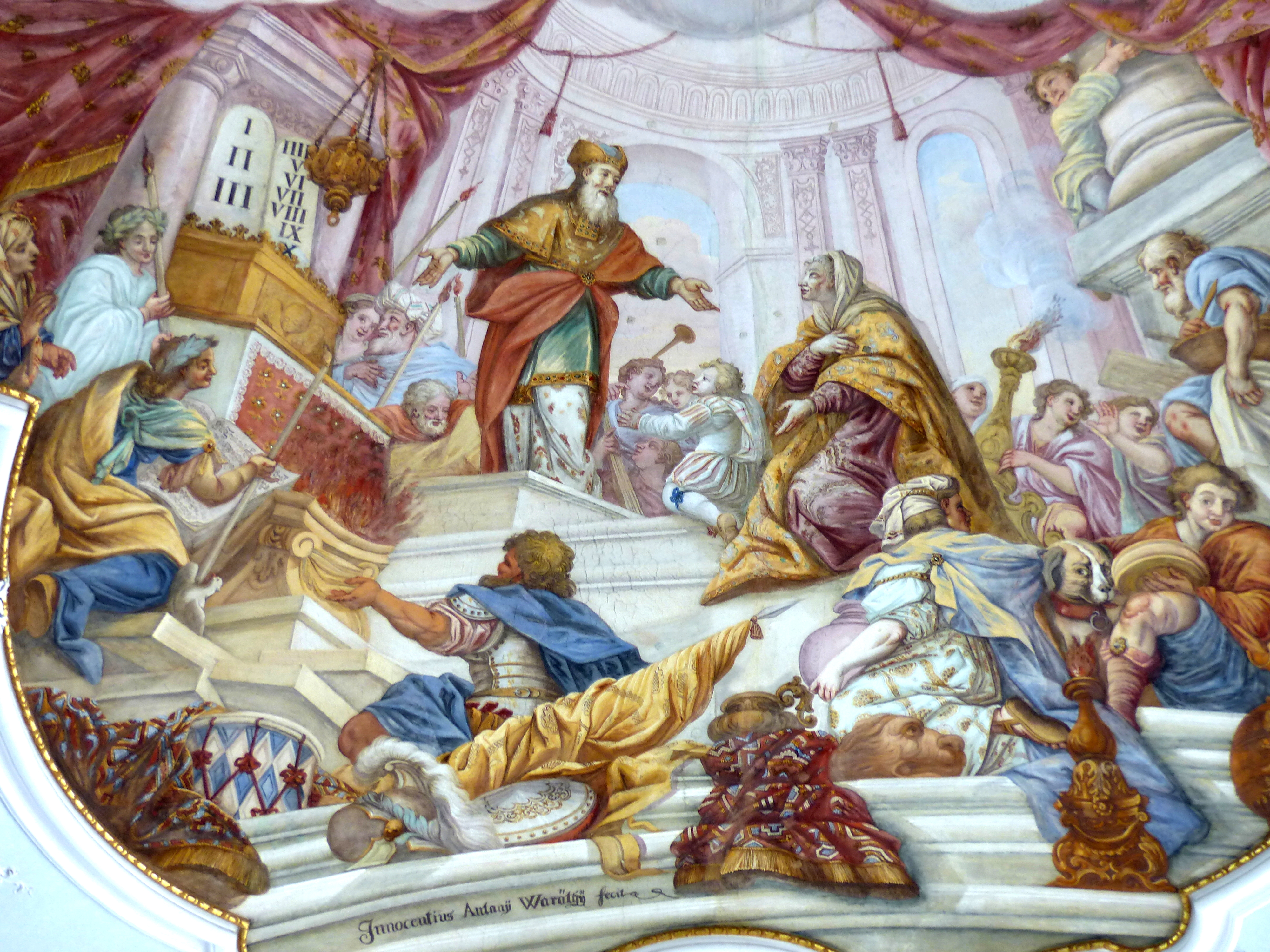
Hanna präsentiert Samuel im Tempel von Schilo (1730), Pfarrkirche Mariä Himmelfahrt (Vornbach, Niederbayern)

Hanna ist die erste Frau Elkanas. Sie war zunächst unfruchtbar, während Elkanas zweite Ehefrau Peninna Kinder bekommen konnte. Deswegen wurde Hanna von Peninna gekränkt und gedemütigt. Elkana zog jedes Jahr mit seinen Frauen nach Schilo, um dort JHWH Opfer darzubringen, nämlich Anteile für Peninna und ihre Kinder, aber für Hanna einen doppelten Anteil. In Schilo betete Hanna zu JHWH, weinte und gelobte, wenn ihr ein Sohn geschenkt würde, ihn JHWH zu überlassen. Dabei wurde sie vom Priester Eli beobachtet, welcher sie zunächst wegen der Bewegung ihrer Lippen für betrunken hielt, ihr dann aber die Erfüllung ihrer Bitte ankündigte. Wieder zurück in Ramatajim wurde Hanna schwanger und gebar einen Sohn, dem sie den Namen Samuel gab. In den folgenden Jahren begleitete Hanna ihren Mann nicht zum Opfer nach Schilo, sondern erst wieder nachdem sie Samuel entwöhnt hatte. Dann brachte sie Samuel nach Schilo zum Priester Eli, bei dem er von da an Dienst tat.

## Danklied der Hanna
1 Sam 2,1–10  ist ein Psalm außerhalb des Psalters und wird als Danklied, Lobgesang oder Magnificat der Hanna bezeichnet. Es handelt sich ursprünglich um einen kultischen Lobeshymnus, der sekundär in die Erzählung von der Geburt Samuels eingefügt wurde. Dies lässt sich daran erkennen, dass 1 Sam 1,28  in 1 Sam 2,11  seine Fortsetzung findet und daran, dass das Danklied selbst kaum auf die Situation der Erzählung Bezug nimmt (nur in 1 Sam 2,5  wird Kinderlosigkeit erwähnt).
Dieses Lied wird im Lobgesang der Maria, dem Magnificat, rezipiert (Lk 1,46–55 ).